# Сюко Аояма
Аояма Сюко (яп. 青山 修子) — японська тенісистка, що спеціалізується в парній грі.
Аояма почала професійно грати в теніс, після закінчення університету Васеда. 9 лютого 2015 вона досягла найвищого одиночного рейтингу — 182 місця. 17 лютого 2020 вона стала 21-ю у парному рейтингу. Станом на січень 2021 року вона здобула 13 парних титулів WTA туру і була півфіналісткою парних змагань Вімбілдонського турніру 2013 року.

## Історія виступів на турнірах Великого шолома

### Пари
| Турнір          | 2011 | 2012 | 2013 | 2014 | 2015 | 2016 | 2017 | 2018 | 2019 | 2020 | 2021 | Усп    | В–П   | %   |
| --------------- | ---- | ---- | ---- | ---- | ---- | ---- | ---- | ---- | ---- | ---- | ---- | ------ | ----- | --- |
| Australian Open | A    | A    | 2к   | 1к   | 1к   | 1к   | 1к   | 3к   | 2к   | 3к   |      | 0 / 8  | 5–8   | 38% |
| French Open     | A    | A    | 1к   | 2к   | 1к   | A    | 1к   | 1к   | 1к   | ЧФ   |      | 0 / 7  | 4–7   | 36% |
| Вімблдон        | 1к   | A    | ПФ   | 3к   | 1к   | 2к   | 2к   | 2к   | 2к   | NH   |      | 0 / 8  | 10–8  | 56% |
| US Open         | 1к   | A    | 1к   | 1к   | 1к   | 2к   | 3к   | 2к   | 2к   | 2к   |      | 0 / 9  | 6–9   | 40% |
| Ви–Пр           | 0–2  | 0–0  | 5–4  | 3–4  | 0–4  | 2–3  | 3–4  | 4–4  | 3–4  | 5–3  |      | 0 / 32 | 25–32 | 44% |

## Фінали прем'єрних обов'язкових турнірів WTA та з чільних 5-ти

### Пари: 1 фінал
| Результат | Рік  | Турнір | Поверхня | Партнерка    | Супротивниці                | Рахунок                 |
| --------- | ---- | ------ | -------- | ------------ | --------------------------- | ----------------------- |
| Поразка   | 2017 | Wuhan  | Хард     | Ян Чжаосюань | Чжань Юнжань Мартіна Хінгіс | 6–7, (5–7), 6–3, [4–10] |

## Фінали турнірів WTA

### Пари: 24 (14 титулів)
| Результат | №     | Дата             | Турнір                                         | Поверхня    | Категорія  | Партнерка          | Супротивниці                         | Рахунок                     |
| --------- | ----- | ---------------- | ---------------------------------------------- | ----------- | ---------- | ------------------ | ------------------------------------ | --------------------------- |
| Поразка   | 1.    | 17 жовтня 2010   | Japan Women's Open, Осака                      | Хард        |            | Фудзівара Ріка     | Чжан Кайчень Лілія Остерлог          | 0–6, 3–6                    |
| Перемога  | 1.    | 3 серпня 2012    | Washington Open, США                           | Хард        |            | Чжан Кайчень       | Ірина Фальконі Шанелль Схеперс       | 7–5, 6–2                    |
| Перемога  | 2.    | 3 березня 2013   | Malaysian Open, Куала-Лумпур                   | Хард        |            | Чжан Кайчень       | Жанетт Гусарова Чжан Шуай            | 6–7(4-7), 7–6(7-4), [14-12] |
| Перемога  | 3.    | 3 серпня 2013    | Washington Open, США (2)                       | Хард        |            | Віра Душевіна      | Ежені Бушар Т Таунсенд               | 6–3, 6–3                    |
| Перемога  | 4.    | 3 серпня 2014    | Washington Open, США (3)                       | Хард        |            | Габріела Дабровскі | Кувата Хіроко Нара Курумі            | 6–1, 6–2                    |
| Перемога  | 5.    | 12 жовтня 2014   | Japan Women's Open, Осака                      | Хард        |            | Рената Ворачова    | Лара Арруабаррена Татьяна Марія      | 6–1, 6–2                    |
| Поразка   | 2.    | 10 січня 2015    | Auckland Open, Нова Зеландія                   | Хард        |            | Рената Ворачова    | Сара Еррані Роберта Вінчі            | 2–6, 1–6                    |
| Поразка   | 3.    | 15 лютого 2015   | Thailand Open, Паттая                          | Хард        |            | Тамарін Танасугарн | Чжань Хаоцін Чжань Юнжань            | 6–2, 4–6, [3–10]            |
| Поразка   | 4.    | 21 травня 2016   | Nuremberg Cup, Німеччина                       | Ґрунт       |            | Рената Ворачова    | Кікі Бертенс Юганна Ларссон          | 3–6, 4–6                    |
| Поразка   | 5.    | 24 липня 2016    | Washington Open, США                           | Хард        |            | Одзакі Ріса        | Моніка Нікулеску Яніна Вікмаєр       | 4–6, 3–6                    |
| Поразка   | 6.    | 7 серпня 2016    | Jiangxi Open, Нанкін, КНР                      | Хард        |            | Макото Ніномія     | Лян Чень Люй Цзінцзін                | 6–3, 6–7(2–7), [11–13]      |
| Перемога  | 6.    | 12 вересня 2016  | Japan Women's Open, Токіо (2)                  | Хард        |            | Ніномія Макото     | Джоселін Рей Анна Сміт               | 6–3, 6–3                    |
| Перемога  | 7.    | 5 серпня 2017    | Washington Open, США (4)                       | Хард        |            | Рената Ворачова    | Ежені Бушар Слоун Стівенс            | 6–3, 6–2                    |
| Перемога  | 8.    | 16 вересня 2017  | Japan Women's Open, Токіо (3)                  | Хард        |            | Ян Чжаосюань       | Монік Адамчак Сторм Сендерз          | 6–0, 2–6, [10–5]            |
| Поразка   | 7.    | 30 вересня 2017  | Wuhan Open, КНР                                | Хард        |            | Ян Чжаосюань       | Чжань Юнжань Мартіна Хінгіс          | 6–7(5–7), 6–3, [4–10]       |
| Поразка   | 8.    | 14 жовтня 2018   | Hong Kong Open                                 | Хард        |            | Лідія Морозова     | Саманта Стосур Чжан Шуай             | 4–6, 4–6                    |
| Поразка   | 9.    | 4 листопада 2018 | WTA Elite Trophy, Чжухай, КНР                  | Хард (зала) |            | Лідія Морозова     | Людмила Кіченок Надія Кіченок        | 4–6, 6–3, [7–10]            |
| Перемога  | 9.    | 16 червня 2019   | Rosmalen Grass Court Championships, Нідерланди | Трава       |            | Александра Крунич  | Леслей Керкгове Бібіане Схофс        | 7–5, 6–3                    |
| Поразка   | 10.   | 4 серпня 2019    | Silicon Valley Classic, Сан-Хосе, США          | Хард        |            | Ена Сібахара       | Ніколь Меліхар Квета Пешке           | 4–6, 4–6                    |
| Перемога  | 10.   | 13 жовтня 2019   | Tianjin Open, КНР                              | Хард        |            | Ена Сібахара       | Хібіно Нао Мію Като                  | 6–3, 7–5                    |
| Перемога  | 11–10 | Жов 2019         | Кубок Кремля, Росія                            | Хард (зала) | Прем'єрний | Ена Сібахара       | Кірстен Фліпкенс Бетані Маттек-Сендс | 6–2, 6–1                    |
| Перемога  | 12–10 | Лют 2020         | St. Petersburg Trophy, Росія                   | Хард (зала) | Прем'єрний | Ена Сібахара       | Кейтлін Крістіан Алекса Гуарачі      | 4–6, 6–0, [10–3]            |
| Перемога  | 13–10 | Січ 2021         | Abu Dhabi Open, ОАЕ                            | Хард        | WTA 500    | Ена Сібахара       | Гейлі Картер Луїза Стефані           | 7–6(7–5), 6–4               |
| Перемога  | 14–10 | Лют 2021         | Yarra Valley Classic, Австралія                | WTA 500     | Хард       | Ена Сібахара       | Ганна Калінська Вікторія Кужмова     | 6–3, 6–4                    |